# Akt niepodległości Litwy

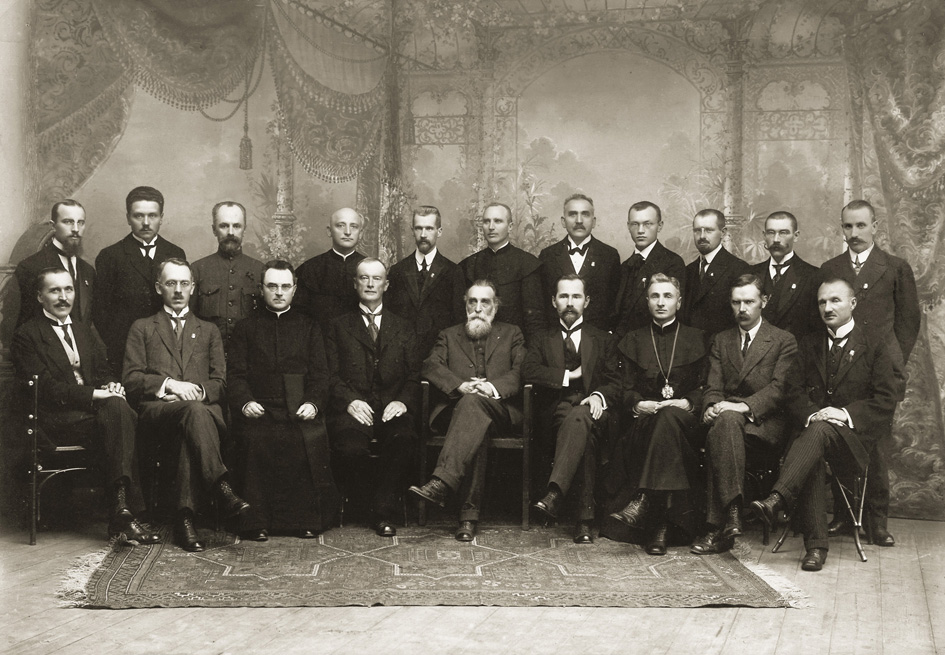
Sygnatariusze aktu

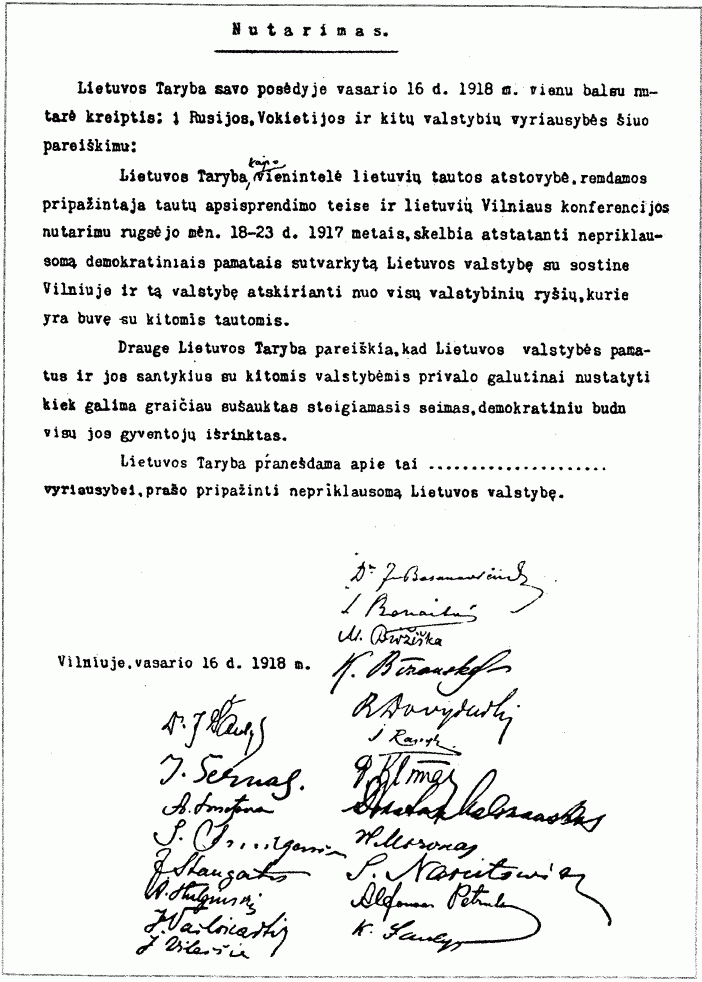
Akt z 16 lutego 1918 roku (wersja drukowana)

Akt niepodległości Litwy (lit. Lietuvos nepriklausomybės aktas) – akt wydany 16 lutego 1918 roku przez litewską Tarybę ogłaszający niepodległość państwa litewskiego.

## Historia
We wrześniu 1917 roku podczas konferencji wileńskiej została wybrana Litewska Rada Narodowa. Spotykała się przy ul. Ostrobramskiej (lit. Aušros Vartų) w budynku będącym siedzibą Litewskiego Stowarzyszenia Nauki, jednak z powodu braków opału 16 lutego 1918 roku zebranie przeniesiono do mieszkania na pierwszym piętrze w domu kupca Kazimierza Sztralla, które wynajmował Komitet Centralny Stowarzyszenia na Rzecz Wspierania Ofiar Wojny. W gabinecie przewodniczącego Komitetu Antanasa Smetony Radzie złożonej z 20 osób odczytano Akt niepodległości i zaproszono do jego podpisania. Jako pierwszy podpisał go Jonas Basanavičius, a potem w porządku alfabetycznym pozostali sygnatariusze. Niemcy, którzy okupowali teren Litwy, skonfiskowali cały nakład numeru gazety „Lietuvos aidas”, w którym wydrukowano Akt niepodległości.  
Po odnalezieniu oryginału w 2017 roku eksperci z Centrum Badań Kryminalistycznych Litewskiej Policji na prośbę profesora Liudasa Mažylisa przeprowadzili analizę charakteru pisma i stwierdzili, że został on spisany przez sygnatariusza Jurgisa Šaulysa.

## Sygnatariusze
Wśród sygnatariuszy aktu znalazło się wiele wybitnych postaci litewskiego życia publicznego:

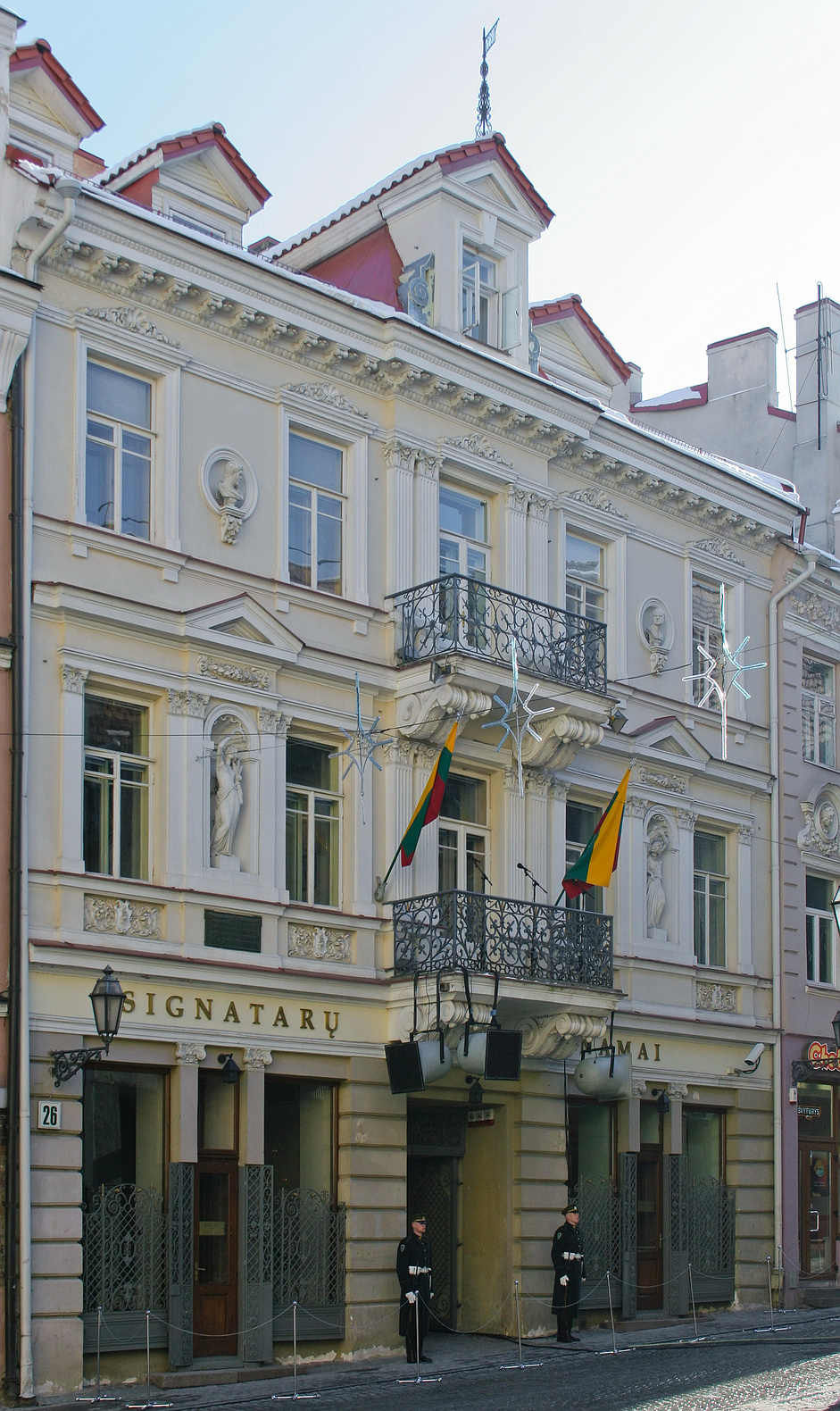
Dom Sztralla w Wilnie, w którym podpisano akt

- Saliamonas Banaitis
- Jonas Basanavičius
- Mykolas Biržiška
- Kazimieras Bizauskas
- Pranas Dovydaitis
- Steponas Kairys
- Petras Klimas
- Donatas Malinauskas
- Vladas Mironas
- Stanisław Narutowicz
- Alfonsas Petrulis
- Antanas Smetona
- Jonas Smilgevičius
- Justinas Staugaitis
- Aleksandras Stulginskis
- Jurgis Šaulys
- Kazimieras Šaulys
- Jokūbas Šernas
- Jonas Vailokaitis
- Jonas Vileišis

## Tekst
Akt niepodległości zawiera deklarację Rady, która „jako jedyny przedstawiciel narodu litewskiego, zgodnie z prawem do samostanowienia narodów i zgodnie z konferencją wileńską z 18–23 września 1917 r.” postanowiła ogłosić „niepodległość państwa litewskiego, opartego na demokratycznych zasadach, z Wilnem jako stolicą”. Równocześnie ogłosiła ustanie wszelkich związków łączących Litwę z innymi narodami. W dokumencie zawarto deklarację, że „fundamenty państwa litewskiego i jego stosunki z innymi krajami” określi wybrane w demokratycznych i powszechnych wyborach „Zgromadzenie Konstytucyjne”. W ostatnim zdaniu Rada zawarła wezwanie „do uznania niezależnego państwa litewskiego”.

## Dokument
Sygnatariusze podpisali dwa dokumenty: oryginał i kopię. Akt niepodległości, który do 1940 roku przechowywano w archiwum prezydenckim w Kownie, po II wojnie światowej uważano za zaginiony. Był to dokument napisany na maszynie i zawierający podpisy sygnatariuszy, znany historykom z faksymile wykonanego w latach 30. XX wieku. Uważano, że oryginał został zdeponowany u Basanavičiusa, ale nie był znany, bo nigdy nie został zaprezentowany publicznie. W lutym 2017 roku koncern MG Baltic wyznaczył nagrodę 1 miliona euro dla znalazcy (znalazców) podpisanego przez sygnatariuszy dokumentu.
Profesor Liudas Mažylis z Uniwersytetu Witolda Wielkiego w Kownie w archiwum dyplomatycznym niemieckiego Ministerstwa Spraw Zagranicznych w Berlinie 29 marca 2017 roku odnalazł spisany ręcznie w języku litewskim Akt niepodległości. Umieszczono go wraz z wersją w języku niemieckim w teczce „Przyszłość prowincji bałtyckich: Litwa”. Dokument był złożony „na czworo”, co sugeruje, że został do Niemiec wysłany pocztą.
Z okazji obchodów 100-lecia odzyskania niepodległości przez Litwę od lutego do listopada 2018 roku akt był prezentowany w Wilnie w Domu Sygnatariuszy, w pokoju, w którym został podpisany. Na wystawie „W drodze do niepodległości litewskiej państwowości: 1863–1918” umieszczono go w specjalnej kuloodpornej gablocie, która zapewniała mu równocześnie odpowiedni mikroklimat. Dokument został wypożyczony Litwie na okres pięciu lat.
Ustalono, że 16 lutego 1918 roku jeden z sygnatariuszy Jurgis Šaulys po podpisaniu wręczył go Eckartowi von Boninowi – niemieckiemu dyplomacie, a ten przekazał go do niemieckiego MSZ, gdzie dokument był przechowywany.